# Aronne Pieruz
Aronne Pieruz (* 27. April 1983 in Dinslaken, Deutschland) ist ein ehemaliger italienischer Skirennläufer. Seine stärksten Disziplinen waren der Super-G und die Super-Kombination.

## Karriere
Seine ersten FIS-Rennen bestritt Pieruz im Dezember 1998. Im März 2001 absolvierte er zwei Rennen im Europacup, weitere sporadische Einsätze folgten im Februar 2003, März 2005 und zu Beginn des Jahres 2006. In diesen insgesamt neun Rennen erreichte er keine nennenswerten Ergebnisse. Regelmäßig im Europacup am Start war Pieruz seit Januar 2007. Ein Jahr später fuhr er erstmals unter die besten zehn und erreichte am 11. Februar 2008 im Super-G von Sella Nevea seine erste Podiumsplatzierung. Tags darauf belegte er im zweiten Super-G am selben Ort Rang vier. Am 15. März fuhr er im Super-G von Les Orres auf Platz zwei und erreichte mit diesen Leistungen den zweiten Platz im Super-G-Endklassement der Saison 2007/08. Im März 2008 wurde er Italienischer Meister im Super-G.
Den ersten Start im Weltcup hatte Pieruz am 30. November 2008 im Super-G von Lake Louise. In seinem fünften Rennen, dem Super-G von Kitzbühel am 23. Januar 2009, holte er mit Rang 26 erstmals Weltcuppunkte. Das beste Weltcupresultat erzielte er am 11. Dezember 2009 mit Platz 19 in der Super-Kombination von Val-d’Isère. Ein drittes und letztes Mal konnte er am 15. Januar 2010 mit Platz 28 in der Super-Kombination von Wengen punkten. Im März 2010 wurde Pieruz Italienischer Meister in der Kombination. Danach beendete er seine Karriere.

## Sportliche Erfolge

### Weltcup
- Eine Platzierung unter den besten 20, weitere zwei Mal unter den besten 30

### Europacup
- Saison 2007/08: 2. Super-G-Wertung
- Insgesamt zwei Podestplätze

### Weitere Erfolge
- Italienischer Meister im Super-G 2008 und in der Kombination 2010
- Goldmedaille im Slalom bei der Universiade 2007
- 8 Siege in FIS-Rennen (6× Riesenslalom, 1× Super-G, 1× Slalom)